# Numerus
Een numerus (Latijn voor "nummer") was de benaming die in de laat-Romeinse keizertijd (300-450) aan een legioen werd gegeven. 
Het oude legioen van zesduizend geboren Romeinen, dat in de flanken werd gedekt door cavalerie en hulptroepen bestond niet meer. Een numerus bestond uit ongeveer duizend man infanterie. 

## Bewapening
In vergelijking met het oude legioen was de bewapening vereenvoudigd en lichter gemaakt. In plaats van het zware scutum, een lang, concaaf schild werd een beukelaar, een rond schild, gebruikt. De pilum (werpspies) raakte in onbruik. 